# Fabián Noguera
Fabián Ariel Noguera (ur. 20 marca 1993 w Ramos Mejía) – argentyński piłkarz występujący na pozycji obrońcy w Gimnàstiku Tarragona.